# Skinnarviksringen

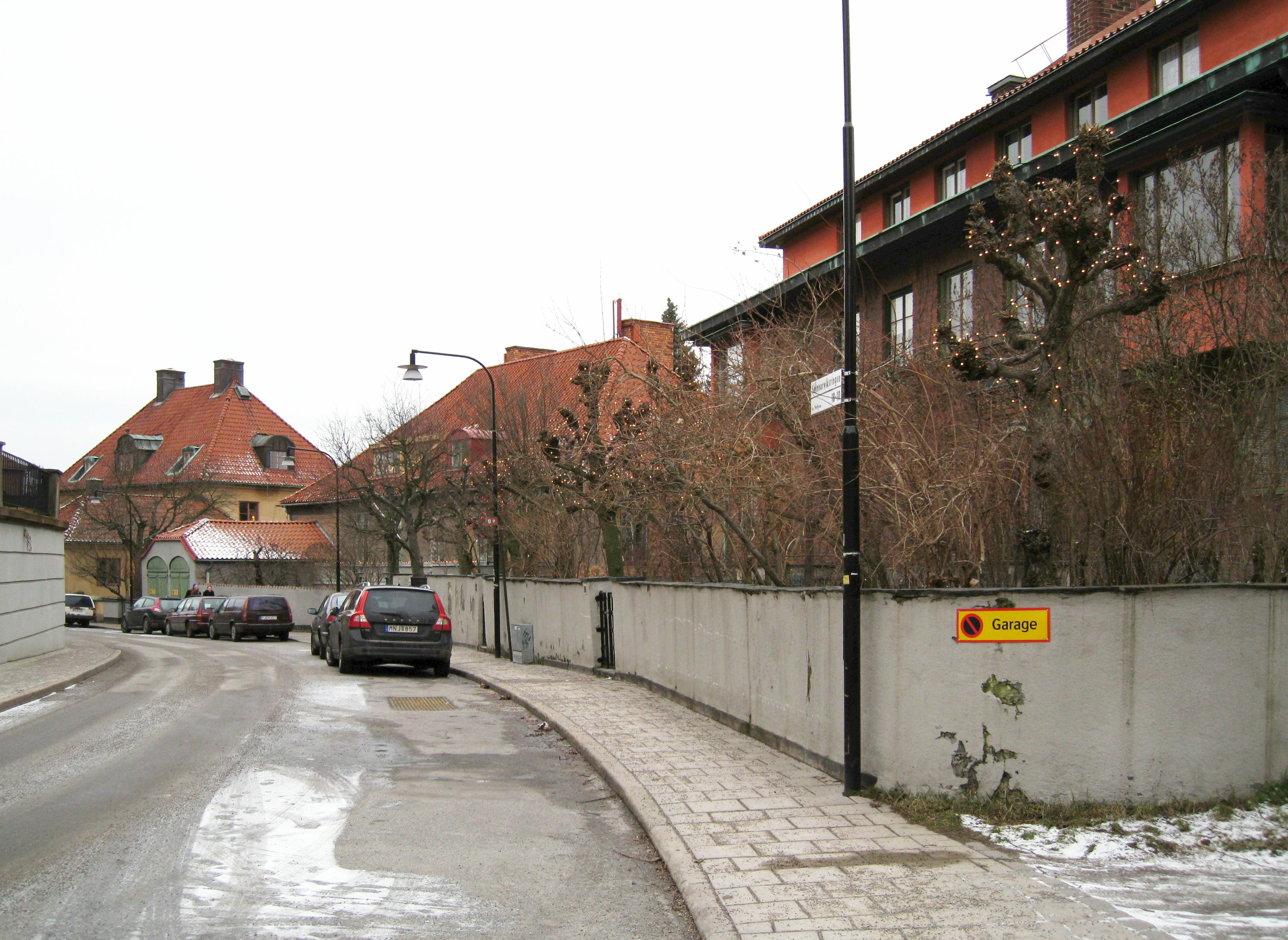
Skinnarviksringen med dess ”storvillor” i januari 2009.

Skinnarviksringen är en 400 meter lång gata på Södermalm i Stockholm. Gatan sträcker sig halvcirkelformat norrut från Lundagatans östra till dess västra del och omsluter därmed kvarteren Marmorn och Sandstenen samt den lilla Kolmårdsgränd. Gatan är enkelriktad västerut.
Skinnarviksringens bebyggelse är unik för Södermalm med sina palatsliknande villor eller townhouse med ett fritt läge med utsikt över Riddarfjärden. Liknande villakvarter återfinns numer endast på ett fåtal andra platser i Stockholms innerstad, så som Diplomatstaden, Villastaden och i någon mån Lärkstaden.

## Historik till namnet
Skinnarviksringen har fått sitt namn av Skinnarviken och Skinnarviksberget, gatunamnet beslutades år 1931. Dessförinnan kallades gatan Nedre Skinnarviksringen. Skinnare eller garvare hade ett illaluktande yrke och förvisades tidigt ut till malmarna. De äldsta kända beläggen för att det funnits skinnare vid viken nedanför Skinnarviksberget finner man i namnet ”Skinnareberget” 1636 och i en anteckning från 1646 om en tomt ”nedher weedh Siöstrandhen Östan om Skijnnare wijken”.

## Historik till stadsplanen

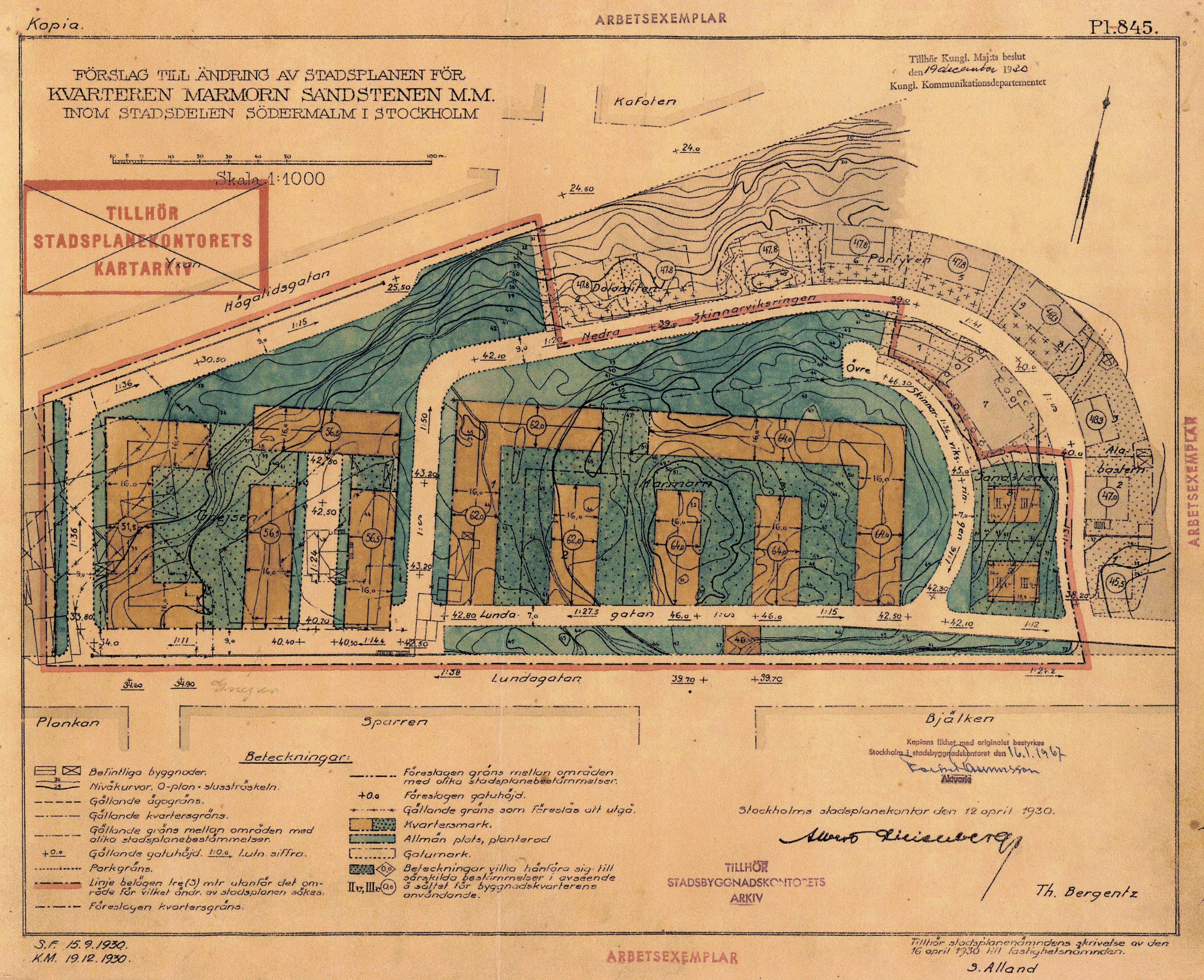
Stadsplanen från 12 april 1930

Arkitekten Willhelm Klemming, som bland annat ritade Centralbadet, protesterade i en artikel 1908 mot de stora hyreshus som planerades på Heleneborgsgatan nedanför Borgarhemmet. Han föreslog i stället det anglosaxiska systemet med enfamiljshus, men tiden var då inte mogen för moderna privatvillor på bergssluttningarna på Söder. Ett tiotal år senare beslöt staden emellertid att anlägga Skinnarviksringen, som skulle bli Söders Lärkstad med så kallade ”storvillor”. Området var ganska litet och det handlade bara om tretton tomter, vilka snabbt blev sålda. Till följd av kristiden efter första världskriget stod dock tomterna obebyggda några år.
Kvartersnamnen i området hämtades från bergarter och har beteckningar som Marmorn, Porfyren, Sandstenen och Alabastern. Som ansvarig för den idag (2009) fortfarande gällande stadsplanen stod Stockholms stadsplanedirektör Albert Lilienberg. Planen blev godkänd i april 1929 och reviderad i april 1930, där både Lilienberg och stadsplanearkitekt Thure Bergentz hade signerat den. Stadsplanen hade kommit till i samband med att HSB skulle bygga nio stycken stora bostadshus i kvarteret Marmorn längs Lundagatan ovanför Skinnarviksringen. De husen ritades av Sven Wallander och dominerar med sin stora volym och långa balkongrader omgivningen totalt.

## Byggnader (urval)
Skinnarviksringen 4
- Villan ligger på fastigheten Alabastern 2 och uppfördes mellan 1919 och 1925 av byggmästaren Nils Andersson Wadsjö som även stod som ägare. Arkitekt var hans son Harald Wadsjö.[1]

Skinnarviksringen 6
- Villan ligger på fastigheten Alabastern 3 och är en pastischarkitektur i 1700-talets anda. Fasaderna är putsade och avfärgade i ljusröd kulör med inslag av vita taklister och portomfattningar. Arkitekt och byggherre var Sigfrid Cronstedt, huset stod färdigt 1924.

Skinnarviksringen 14
- Villan ligger på fastigheten Porfyren 5 och byggdes som privatbostad för byggnadsingenjören Josef Norén efter arkitekt Anders Lundbergs ritningar. Huset stod klart 1922 och var det första huset som byggdes på gatan. I slutet av 50-talet började villan användas som festvåning och kallades "Malmgård", då den är belägen på en av Stockholms malmar; Södermalm. Idag drivs verksamheten av Josef Noréns ättlingar.

Skinnarviksringen 16
- Villan ligger på fastigheten Porfyren 6, byggherre och arkitekt var Ernst Stenhammar. Huset stod färdigt 1924.

## Bilder

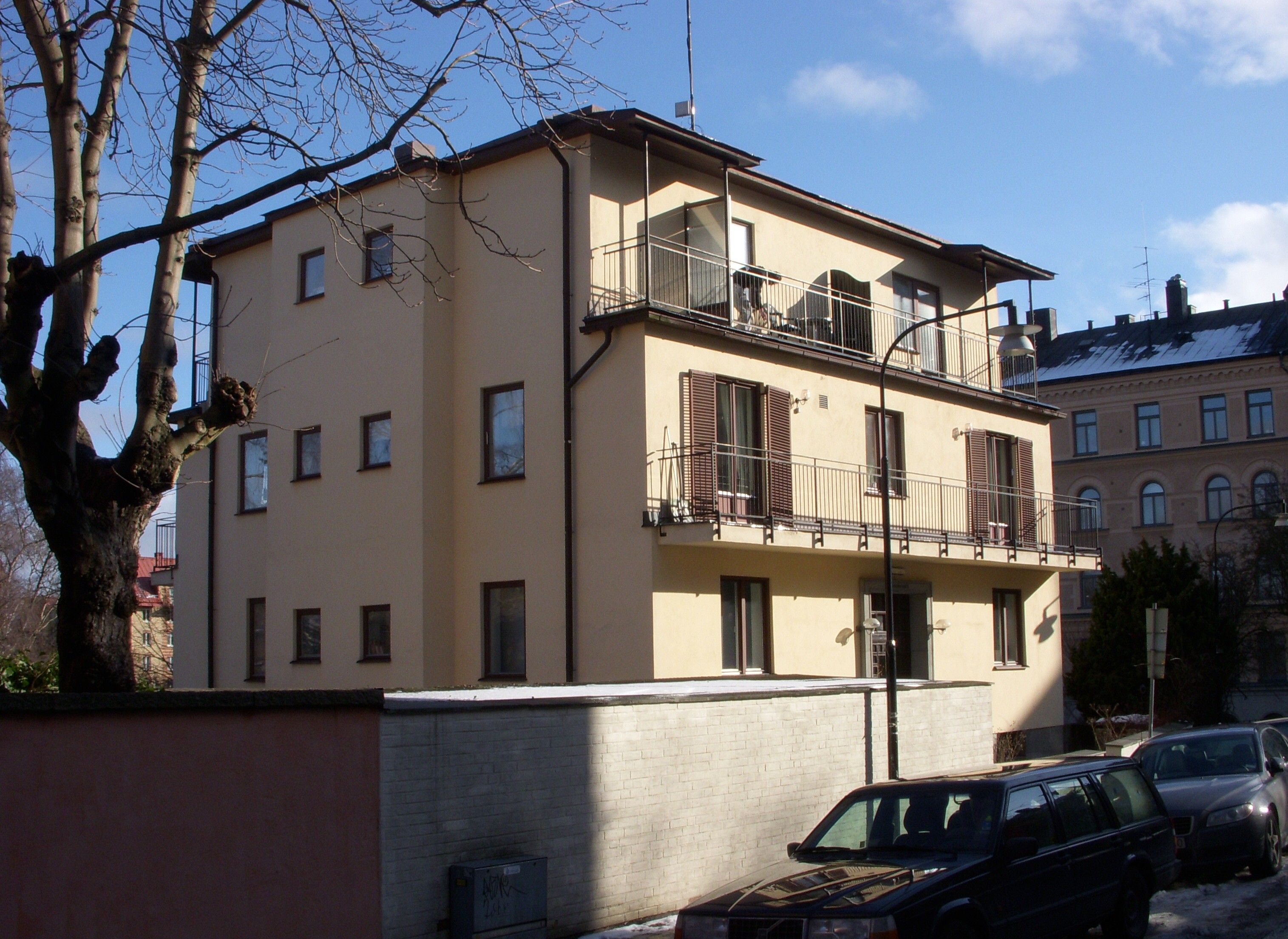
Alabastern 1, Skinnarviksringen 2
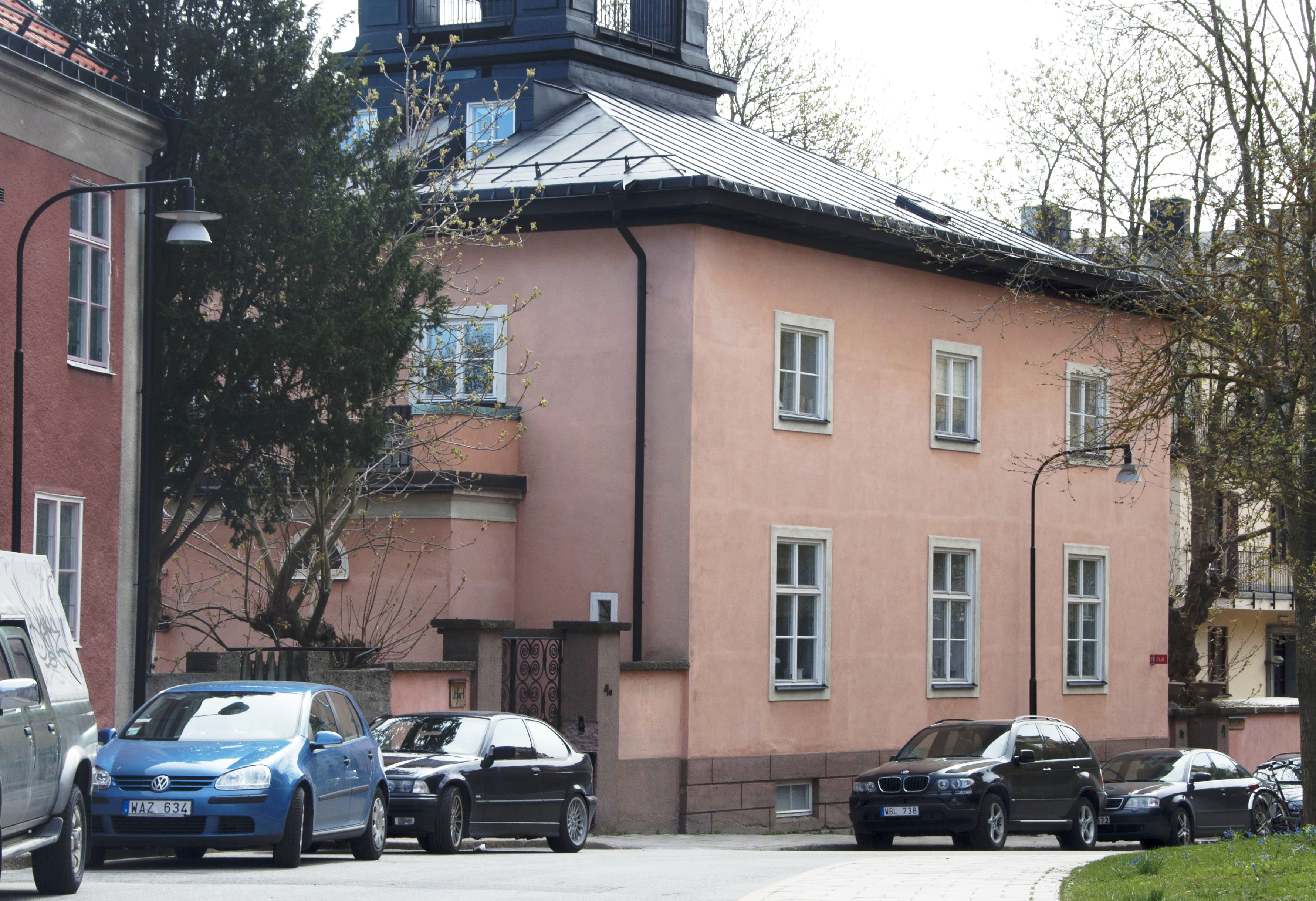
Alabastern 2, Skinnarviksringen 4
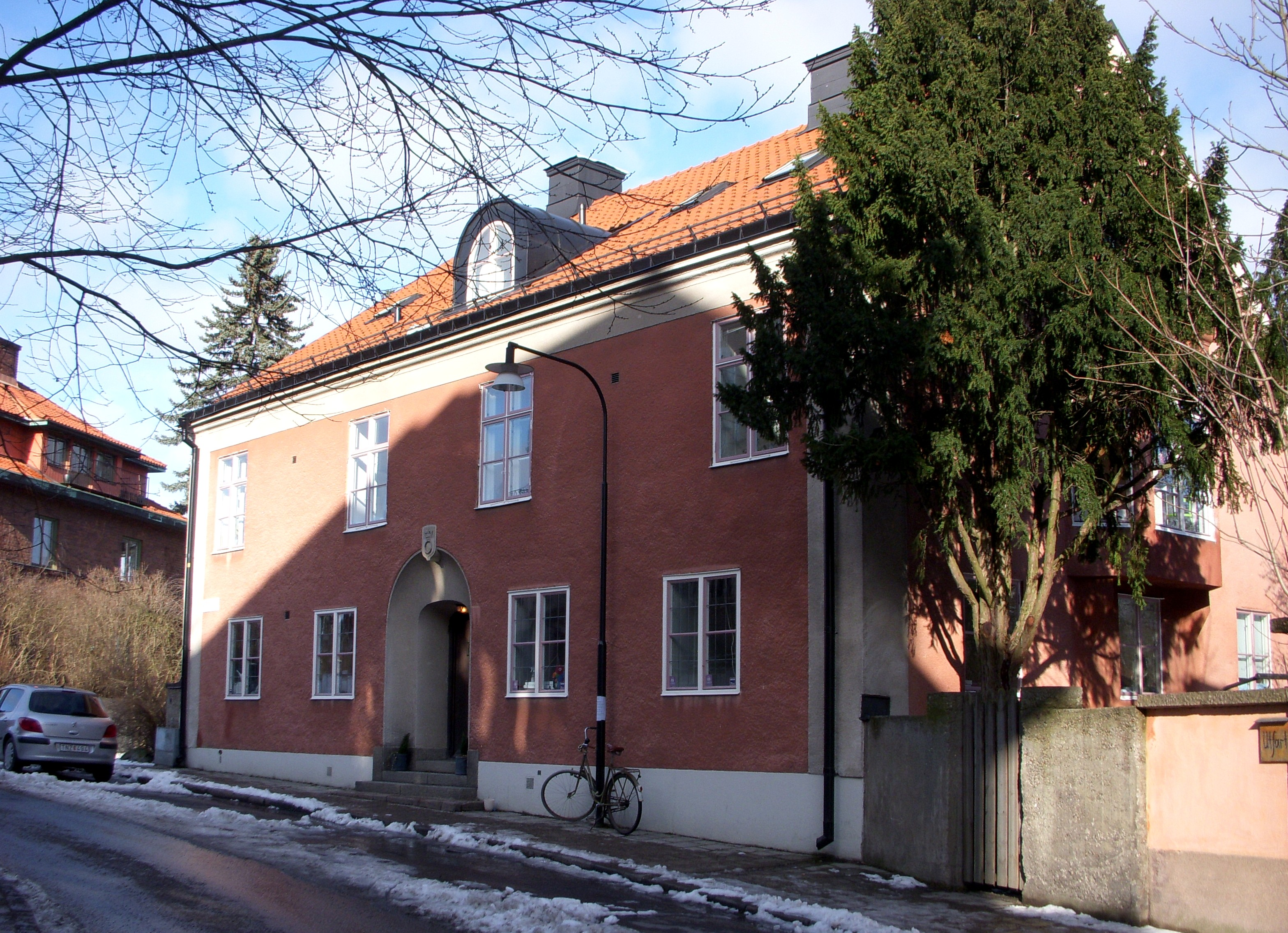
Alabastern 3, Skinnarviksringen 6
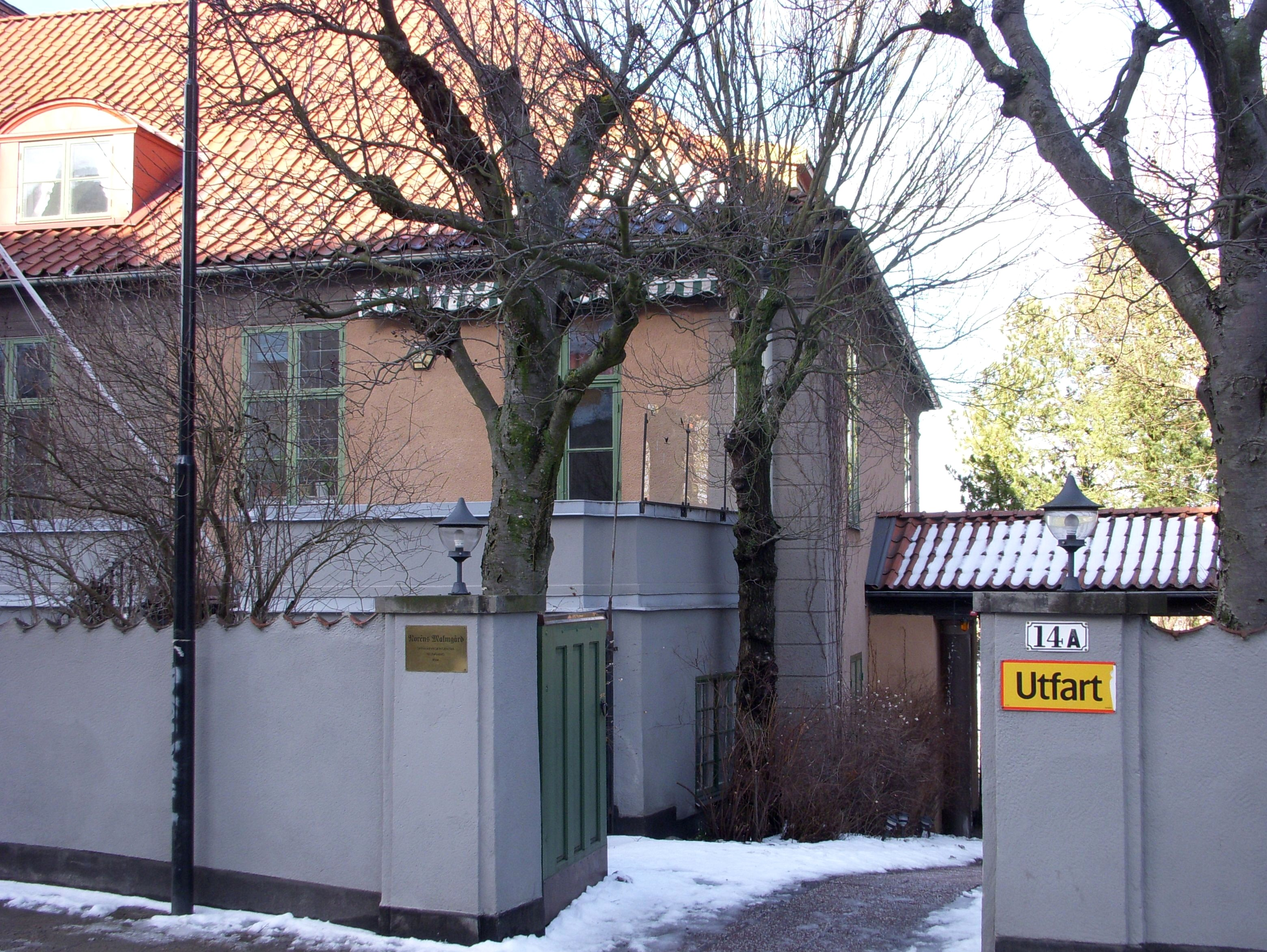
Porfyren 5, Skinnarviksringen 14
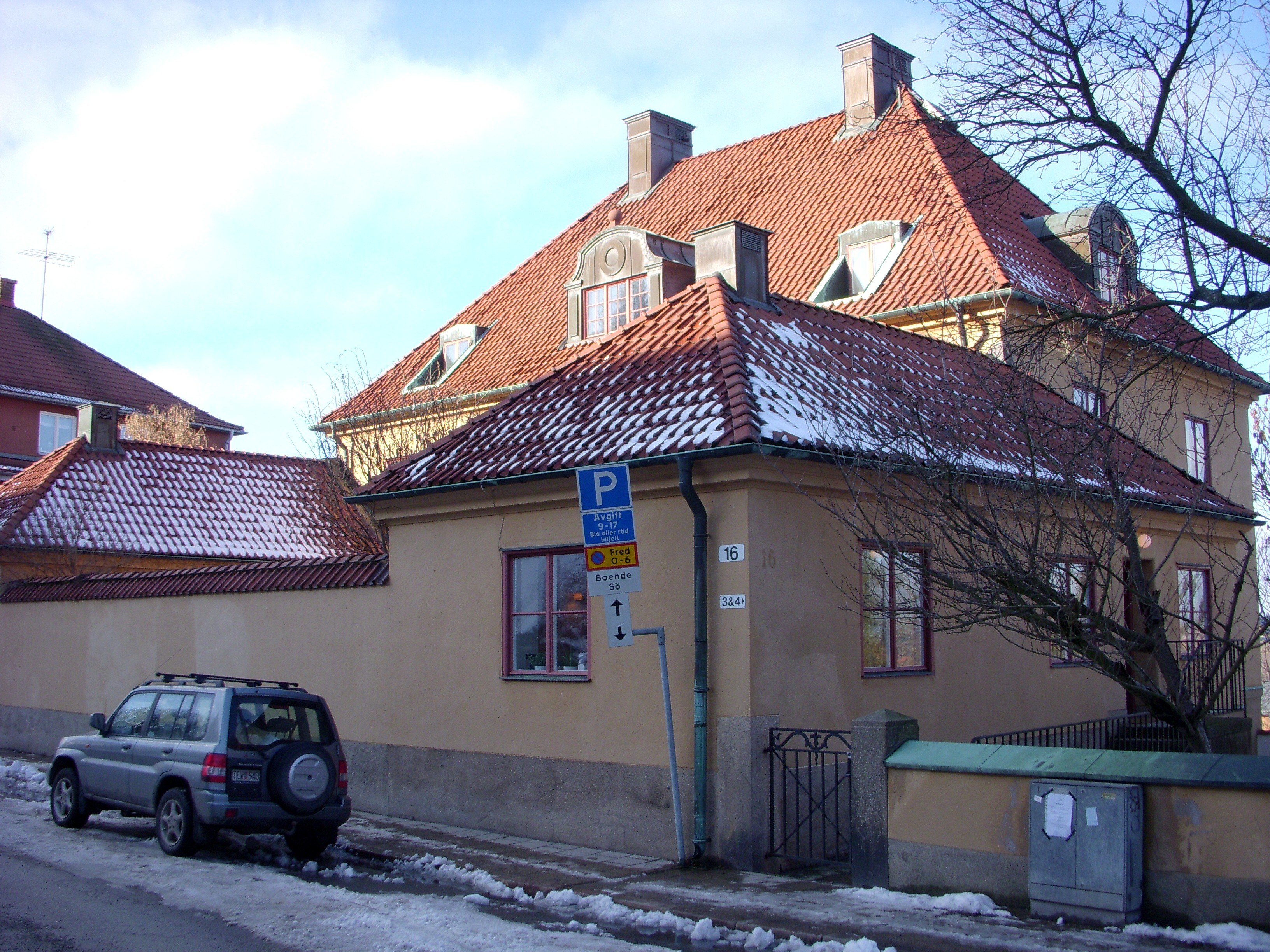
Porfyren 6, Skinnarviksringen 16